# 北海道二期会
北海道二期会は、札幌市中央区に事務局を置くオペラ・声楽家団体。2014年に創立50年を迎えた。
1964年に、東京藝術大学の声楽科出身者14人が、中山悌一の支援を得て、東京の二期会の札幌分室（通称札幌二期会）として活動を開始。その後、二期会北海道支部を経て、現在の名称となる。発足当初は、柴田睦陸、立川澄人、中沢桂ら、中央楽壇より客演を招いていた。現在、会員数100名余となり、毎年札幌市内にて開催されるオペラ本公演、道内各地で開催される地方公演、その他演奏会形式の公演など、幅広く活動を続けている。2004年より維持会員制度を設け、幅広く支援を呼びかけている。